# Salle Abderrahmane Bouânane
La Salle omnisports du FUS, appelée aussi salle Abderrahmane Bouânane (en arabe : قاعة عبد الرحمن بوعنان) en hommage à celui-ci est une salle couverte d'une capacité de 1 500 places, située à Rabat, elle accueille chaque année plusieurs manifestations sportives, surtout les matchs des sections omnisports du FUS de Rabat.